# 科蒂纳卢尔
科蒂纳卢尔（Kothinallur），是印度泰米尔纳德邦甘尼亚古马里县的一个城镇。总人口15877（2001年）。

## 人口
该地2001年总人口15877人，其中男性7762人，女性8115人；0—6岁人口1645人，其中男792人，女853人；识字率79.27%，其中男性为81.87%，女性为76.78%。